# Eleutherodactylus dennisi
Eleutherodactylus dennisi är en groddjursart som först beskrevs av Lynch 1970.  Eleutherodactylus dennisi ingår i släktet Eleutherodactylus och familjen Eleutherodactylidae. IUCN kategoriserar arten globalt som starkt hotad. Inga underarter finns listade i Catalogue of Life.